# اکبر منتجبی
اکبر منتجبی (زاده ۲۸ فروردین ۱۳۴۹ در تهران)، روزنامه‌نگار اهل ایران است. وی سردبیر روزنامه سازندگی است و پیش از سردبیر هفته‌نامه صدا بود. وی در بیش ۳۵ روزنامه و مجله کار کرده‌است. منتجبی فعالیت حرفه‌ای خود را سال ۱۳۷۴ از مجله زمان آغاز کرد. «زمان» یک نشریه توریستی بود که مدیرمسئول آن غلامحسین معتمدی  و سردبیرش سیروس علی‌نژاد بود و در مؤسسه مطبوعاتی پیام امروز منتشر می‌شد. پس از دوم خرداد منتجبی به روزنامه‌های اصلاح طلب رفت. روزنامه‌نگاری را با روزنامه صبح امروز به مدیریت سعید حجاریان آغاز کرد و بعد از آن به روزنامه‌های آفتاب امروز، بهار، دوران امروز، حیات نو، نوروز، یاس نو، اعتماد، شرق و دیگر روزنامه‌های اصلاح طلب رفت. وی دستیار سردبیر در روزنامه اعتماد ملی، هفته‌نامه شهروند امروز، روزنامه هم‌میهن، هفته‌نامه ایراندخت، روزنامه آسمان،هفته‌نامه آسمان، و روزنامه مردم امروز بود و هم‌اکنون ضمن آنکه دستیار محمد قوچانی در مهرنامه است، سردبیر هفته‌نامه صدا است و در شورای سردبیری روزنامه شهروند نیز فعال است.

## دو بازداشت و آزادی
اکبر منتجبی در ادامه بازداشت‌های پس از انتخابات بحث‌برانگیز سال ٨٨، در بامداد ۱۸ بهمن ۱۳۸۹  بازداشت شد و حدود دو ماه در بازداشت بود. او پیش از بازداشت دبیر سیاسی روزنامه اعتمادملی بود که با مدیریت مهدی کروبی معترض انتخابات ریاست جمهوری ۱۳۸۸ منتشر می‌شد. در هنگام بازداشت نیز هفته‌نامه ایران دخت را که متعلق به خانم فاطمه کروبی، همسر مهدی کروبی بود، به همراه محمد قوچانی منتشر می‌کرد. 
وی بعد از آزادی از فعالیت مطبوعاتی منع شد. دو سال بعد دوباره به مطبوعات بازگشت و کار خود را با محمد قوچانی ادامه داد. 
سال ۱۳۹۱ مجددا فشارهای امنیتی بر مطبوعات از سوی دولت احمدی‌نژاد افزایش یافت و در بهمن ماه آن سال اکبر منتجبی مجدداً به همراه ۲۰ روزنامه‌نگار دیگر بازداشت شد. سه روز بعد از بازداشت جمعی روزنامه نگاران، وزارت اطلاعات در اطلاعیه‌ای از بازداشت روزنامه نگاران دفاع و تهدید کرد در روزهای آینده برخی دیگر از روزنامه نگاران و خبرنگاران را بازداشت خواهد کرد. با این حال اکبر منتجبی شب سال نو  آزاد شد و یک ماه قبل از انتخابات ریاست جمهوری دوره دهم فعالیت مطبوعاتی خود را آغاز کرد. در انتخابات ریاست جمهوری حسن روحانی پیروز شد و فشارهای امنیتی بر روزنامه نگاران کاهش پیدا کرد.

## بازداشت در تحریریه آسمان
نیروهای امنیتی یکشنبه هشتم بهمن ۱۳۹۱ به تحریریه هفته‌نامه آسمان وارد شدند و ضمن بازداشت اکبر منتجبی به جرم نشر اكاذيب و نشر اخبار جعلي وي را بازداشت كردند.
حسین یاغچی و محمدجواد روح از اعضای تحریریه این هفته‌نامه نیز در روزهای بعد بازداشت شدند.